# Walter Stahlecker
Franz Walter Stahlecker, född 10 oktober 1900 i Sternenfels, död 23 mars 1942, var en tysk promoverad jurist och SS-Brigadeführer. Han var från juni 1941 till mars 1942 befälhavare för Einsatzgruppe A, den särskilda paramilitära insatsstyrka som opererade i det av Tyskland ockuperade Baltikum och Vitryssland. Han var även befälhavare för Sicherheitspolizei (Sipo) och Sicherheitsdienst (SD) i Rikskommissariatet Ostland.

## Uppväxt och studier
Walter Stahlecker föddes i en välbärgad familj som son till Eugen Stahlecker (född 1867), protestantisk präst och skoldirektör, och dennes hustru Anna Zaiser (1872–1932). Från 1905 var fadern rektor för Tübinger Mädchenrealschule. Hösten 1918 inkallades Stahlecker till militärtjänst, men han hann inte delta i några strider i första världskriget, innan vapenstilleståndet undertecknades den 11 november samma år. År 1920 avlade Stahlecker studentexamen i Tübingen. Mellan 1920 och 1924 studerade han rättsvetenskap vid Tübingens universitet och efter högre studier promoverades han 1927.

## Mellankrigstiden
Under de första åren efter kriget var fadern aktiv inom Württembergische Bürgerpartei, som var den lokala beteckningen på Tysknationella folkpartiet. Sonen blev i början av 1919 medlem av den väpnade Tübinger Studentenbataillon, som hade grundats på initiativ av kultusminister Berthold Heymann. Stahlecker deltog i flera sammandrabbningar med vänsteraktivister, bland annat i Stuttgart där Tübinger Studentenbataillon skulle kväsa en utlyst generalstrejk. I denna miljö konsoliderades Stahleckers högerextrema och antidemokratiska politiska åskådning.
I början av 1920-talet anslöt sig Stahlecker till Deutschvölkischer Schutz- und Trutzbund, som betonade nationalism och antisemitism. Han tillhörde även den ultranationalistiska Organisation Consul, som bland annat förövade politiska mord, och Alldeutscher Verband som högljutt propagerade för tyskhetens överlägsenhet.
Den 11 december 1922 samlades Stahlecker och andra medlemmar av Deutschvölkischer Schutz- und Trutzbund för att bilda en lokal NSDAP-förening i Göppingen. Detta kom till KPD:s kännedom och dess anhängare ockuperade den byggnad dit nazisterna ämnade marschera. Dessa valde då en annan möteslokal, Der Walfischkeller, men innan de anlände dit hanns de upp av KPD-medlemmar. Tumult utbröt och Stahlecker blev sårad. Senare kom Stahlecker att hävda att denna händelse, "Schlacht am Walfischkeller" ("slaget vid Walfischkeller"), renderade honom en plats bland NSDAP:s Alte Kämpfer ("gamla kämpar"), trots att han inte inträdde i NSDAP förrän i maj 1932.
Från 1928 till 1930 tjänstgjorde Stahlecker som amtman i Ehingen och Saulgau i Württemberg. Under de följande tre åren var han chef för arbetsförvaltningen i Nagold. I oktober 1932 gifte sig Stahlecker med Luise-Gabriele Freiin von Gültlingen.
Efter Adolf Hitlers maktövertagande i januari 1933 inledde Stahlecker sin professionella bana inom den tyska polisen. I maj månad nämnda år anställdes han vid den politiska polisen i Württemberg och blev dess chef 1934. Han beklädde ämbetet Oberregierungsrat, det vill säga högre delstatstjänsteman. Stahlecker deltog 1934 i de långa knivarnas natt, då SA:s ledning, däribland Ernst Röhm, mördades på order av Adolf Hitler. Enligt Wilhelm Murr, Gauleiter i Württemberg, ådagalade Stahlecker under denna våldsamma aktion såväl pålitlighet som handlingskraft.
Efter att 1937 ha varit polischef i Breslau blev Stahlecker efter Anschluss, Tysklands annektering av grannlandet Österrike i mars 1938, utnämnd till inspektör för Sipo och SD i Österrike. Tillsammans med Adolf Eichmann, som förestod Zentralstelle für jüdische Auswanderung i Wien, intensifierade han förföljelsen av de österrikiska judarna. Dessa tvingades att emigrera och deras egendomar konfiskerades. År 1939 hade han motsvarande post i det nybildade riksprotektoratet Böhmen-Mähren och tvingade även därstädes judar till emigration.

## Andra världskriget
Den 1 september 1939 invaderade Tyskland sin östra granne Polen. Kort efter den polska kapitulationen höll Hitler ett tal i tyska riksdagen, i vilket han förklarade att erövringen av Polen hade öppnat för nya möjligheter beträffande lösningen av judefrågan. Han förordade att judarna skulle fördrivas från det tyska riket till den del av Polen som inte hade införlivats med Tredje riket. Detta ockuperade territorium inrättades som Generalguvernementet den 26 oktober 1939. Adolf Eichmann gavs i uppdrag att finna en lämplig plats för ett så kallat judereservat. Till sin hjälp tog han bland andra Stahlecker och tillsammans föreslog de orten Nisko, belägen söder om Lublin. Tusentals judar deporterades till Nisko, men projektet lades ned i april 1940, bland annat av logistiska skäl.
Den 9 april 1940 anföll Tyskland de nordiska staterna Norge och Danmark. Månaden därpå utsågs Stahlecker till befälhavare för Sipo och SD i Norge. Hans uppgift bestod i att organisera den tyska säkerhetspolisens arbete i Norge och installera insatskommandon (Einsatzkommando) i Oslo, Bergen, Stavanger, Kristiansand och Trondheim.
Den 22 juni 1941 inleddes Operation Barbarossa, Tysklands anfall på den forna bundsförvanten Sovjetunionen. I kölvattnet på de framryckande tyska arméerna följde fyra särskilda insatsgrupper, Einsatzgruppen, vars uppgift var att eliminera för Tysklands intressen misshagliga personer, det vill säga judar, zigenare, partisaner och bolsjevikiska partikommissarier. Reinhard Heydrich, chef för Reichssicherheitshauptamt (RSHA), Nazitysklands säkerhetsministerium, utnämnde Stahlecker till befälhavare för Einsatzgruppe A, som följde Armégrupp Nord in i Baltikum och Vitryssland. När Heydrich skulle välja ut befälhavare för Einsatzgruppen, förelåg särskilda urvalskriterier. Förutom att helt bekänna sig till nazismens ideologiska syn på judar, bolsjeviker och slaver skulle officerarna ha utmärkt sig genom "energisk hänsynslöshet" och effektivitet under sin hittillsvarande karriär. Stahlecker och flera andra höga officerare inom SD erhöll intensiv utbildning och träning vid gränspolisskolan i Pretzsch. Tre av de fyra insatsgruppernas befälhavare innehade doktorsgrad i juridik; de tillhörde SS:s intellektuella elit.

### Förintelsen i Baltikum

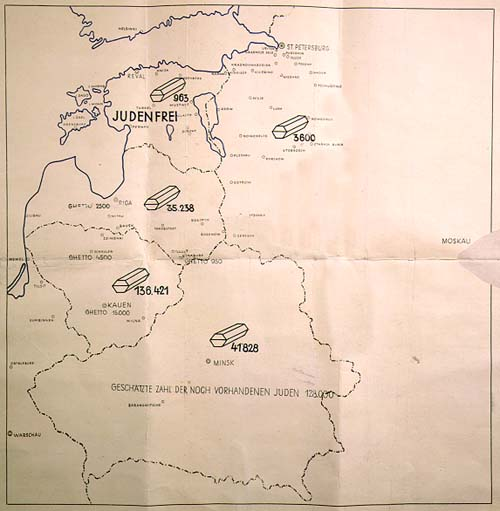
Karta som illustrerar Stahleckers rapport från januari 1942. Estland betecknas som "Judenfrei" ("judefritt").

Stahlecker var från den 22 juni 1941 till sin död den 23 mars 1942 befälhavare för Einsatzgruppe A. Då Einsatzgruppen förde minutiösa protokoll över antalet mördade personer, kan det konstateras att det under Stahleckers tid som befälhavare mördades 249 420 människor. I november 1941 utnämndes Stahlecker till befälhavare för Sipo och SD i Rikskommissariatet Ostland, som inbegrep nuvarande Estland, Lettland, Litauen och Vitryssland.
Einsatzgruppe A, som bestod av cirka 990 man, inbegrep fyra mindre insatsstyrkor: Sonderkommando 1a och 1b samt Einsatzkommando 2 och 3. Den 25 juni 1941, tre dagar efter det att Operation Barbarossa inletts, tågade Einsatzgruppe A in i Kaunas i Litauen. Samma dag uppmanade Stahlecker ortsbefolkningen till mord på judar, vilket bland annat föranledde Lietukis-massakern, vid vilken 68 judar blev ihjälslagna.
Under de påföljande månaderna arkebuserades tiotusentals judar i Devintas Fortas i Kaunas och i Paneriai i Vilnius. Den 4 juli nådde Einsatzgruppe A Riga och redan den 17 juli kunde Stahlecker rapportera att samtliga av stadens synagogor utom en hade förstörts. Stahlecker rekryterade medlemmar från det ultranationalistiska och antisemitiska Pērkonkrusts i förföljelsen av judar. De grep judiska personer, mördade dem och plundrade deras bostäder. Med Stahleckers goda minne förföljde och mördade Arājskommandot under ledning av Viktors Arājs judar i Riga med omnejd. Det var för Stahlecker av största betydelse att ge intryck av att det var lokalbefolkningen som initierade pogromerna som en reaktion på den av judarna styrda kommunistiska terrorn som drabbat Baltikum åren före Operation Barbarossa. Dessa inledande mordaktioner benämndes Selbstreinigungsaktionen, "autonoma reningsaktioner".
Från början arkebuserades enbart judiska män av Einsatzgruppen, men i augusti 1941 gav Hitler order om att samtliga judar skulle utrotas, det vill säga även kvinnor och barn. Stahleckers Einsatzgruppe A var den första av de fyra grupperna som praktiskt började utföra denna führerorder. Därtill var Stahlecker den förste befälhavaren som förklarade en hel region, i detta fall Estland, som "judefri" ("Judenfrei").
Stahlecker sände den 31 januari 1942 en rapport till Heydrich. På en bifogad karta över Baltikum och nordvästra Sovjetunionen anges antalet mördade judar. Under drygt sju månader hade Einsatzgruppe A mördat sammanlagt 218 050 judar.

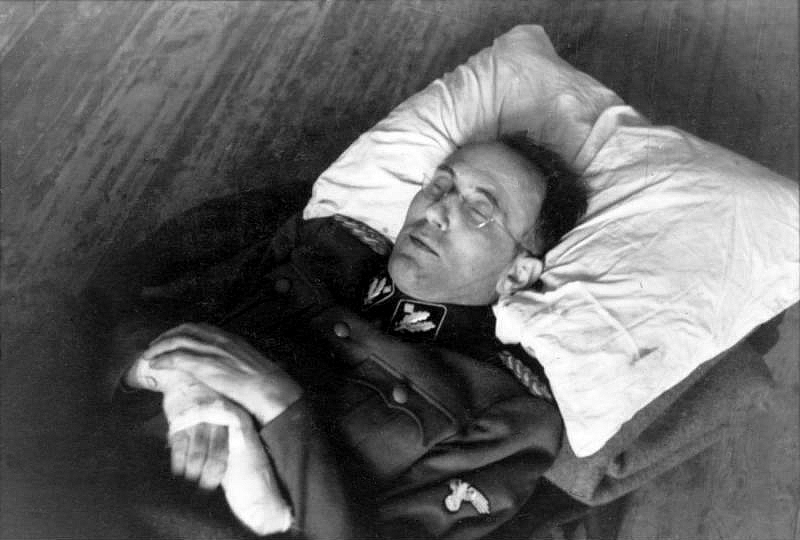
Den döde Stahlecker.

## Död
Stahlecker sårades i strid mot ryska partisaner i närheten av Krasnogvardejsk i Sovjetunionen i mars 1942. Han fördes först till Riga, men han flögs därefter till Prag för vård. Komplikationer tillstötte och Stahlecker förblödde före ankomsten till Prag. Brigadeführer Heinz Jost efterträdde Stahlecker som befälhavare för Einsatzgruppe A.

## Befordringar i SS
- Untersturmführer: 18 december 1933
- Obersturmführer: 20 april 1935
- Hauptsturmführer: 30 januari 1936
- Sturmbannführer: 30 januari 1937
- Obersturmbannführer: 20 april 1938
- Standartenführer: 15 maj 1938
- Oberführer: 1 maj 1939
- Brigadeführer und Generalmajor der Polizei: 6 februari 1941

## Utmärkelser
- Hedersärmvinkel (Ehrenwinkel für alte Kämpfer)
- SS-Julleuchter: 16 december 1935
- SA:s idrottsutmärkelse i brons: 1 december 1937
- Anschlussmedaljen (Medaille zur Erinnerung an den 13. März 1938): 1938
- SS Hederssvärd (Ehrendegen des Reichsführers-SS): 1 december 1938
- Sudetenlandmedaljen (Medaille zur Erinnerung an den 1. Oktober 1938): 1939
- Pragspännet till Sudetenlandmedaljen: 1939
- NSDAP:s tjänsteutmärkelse i brons
- SS-Ehrenring (Totenkopfring): 30 januari 1942
- Järnkorset av andra klassen: 1942
- Järnkorset av första klassen: 1942
- Krigsförtjänstkorset av andra klassen med svärd: 1942
- Krigsförtjänstkorset av första klassen med svärd: 1942
- Såradmärket i silver: 1942
- Såradmärket i guld: 1942